# Erbajolo
Erbajolo (korsisch Erbaghjolu) ist eine Gemeinde im französischen Département Haute-Corse auf der Insel Korsika. Sie gehört zum Kanton Golo-Morosaglia im Arrondissement Corte. Die Bewohner nennen sich Erbajolais oder Erbaghjulacci.

## Geografie
Erbajolo liegt auf ungefähr 750 Metern über dem Meeresspiegel im korsischen Gebirge. Die Nachbargemeinden sind  Sant’Andréa-di-Bozio im Nordosten, Focicchia im Osten, Altiani im Südosten, Venaco und Santo-Pietro-di-Venaco im Südwesten, Riventosa und Poggio-di-Venaco im Westen sowie Favalello im Nordwesten.

## Bevölkerungsentwicklung
| Jahr      | 1962 | 1968 | 1975 | 1982 | 1990 | 1999 | 2008 | 2012 |
| --------- | ---- | ---- | ---- | ---- | ---- | ---- | ---- | ---- |
| Einwohner | 162  | 132  | 137  | 101  | 90   | 92   | 109  | 104  |

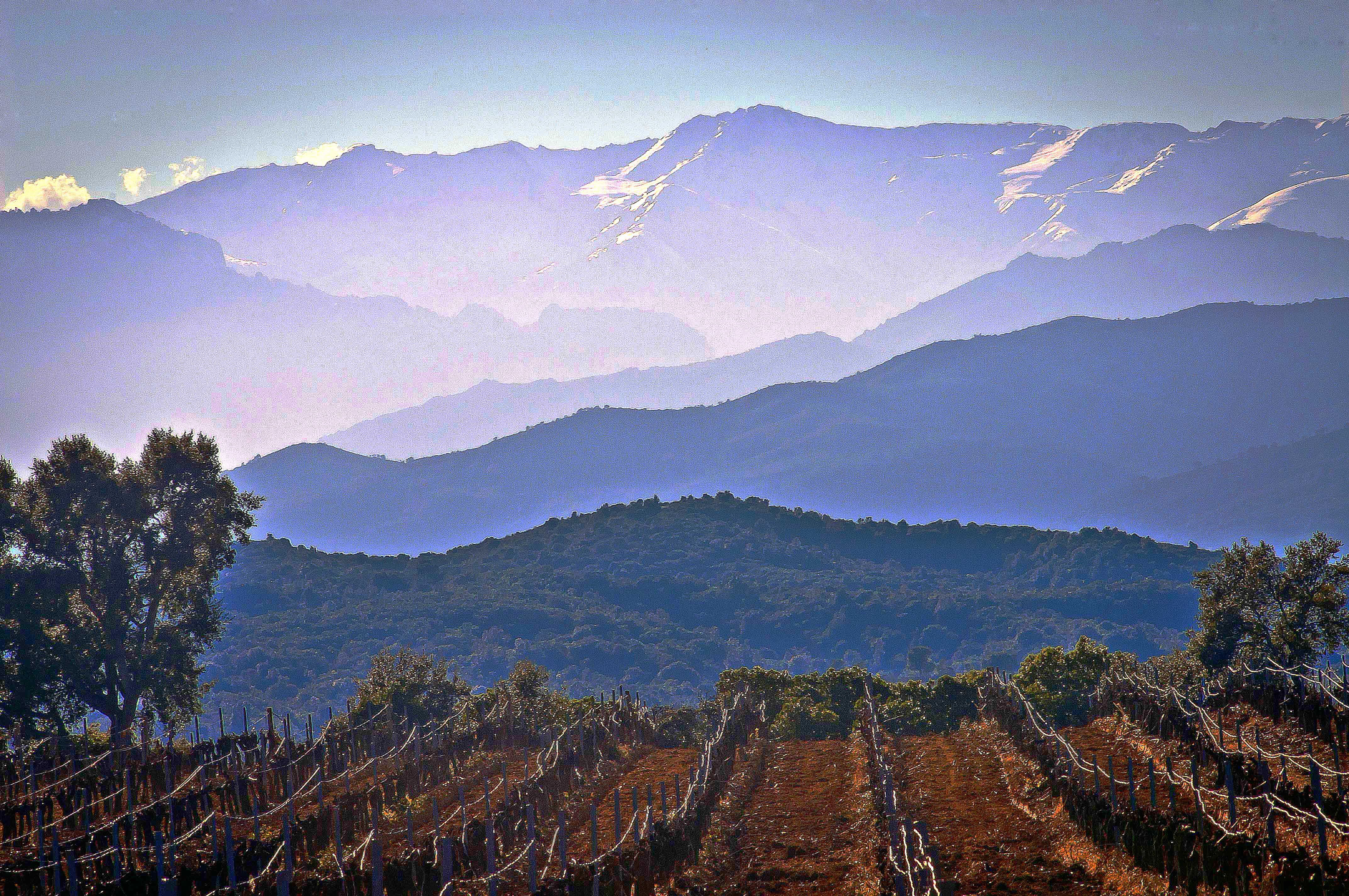
Weinreben bei Erbajolo
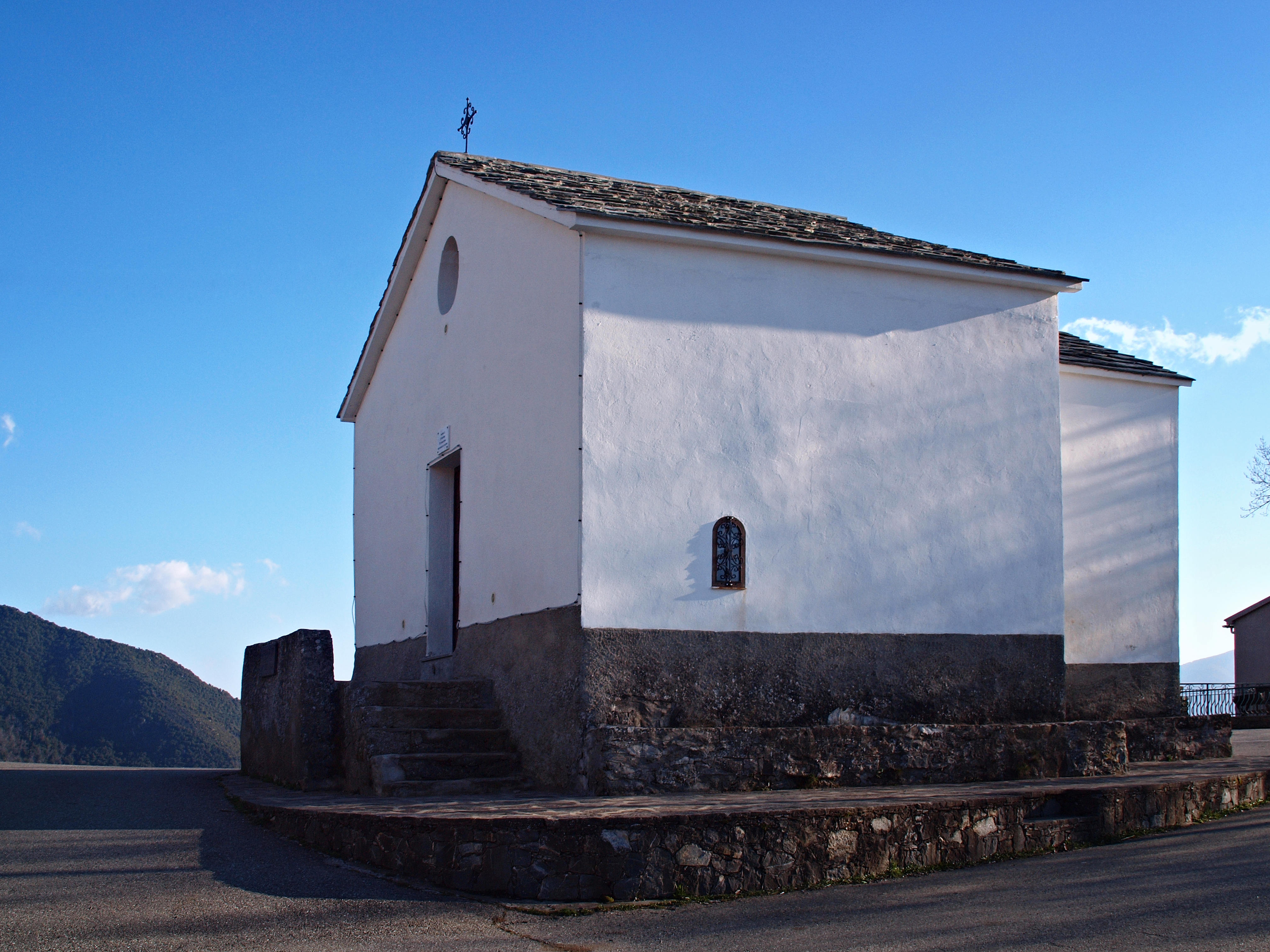
Kapelle San Cristofanu
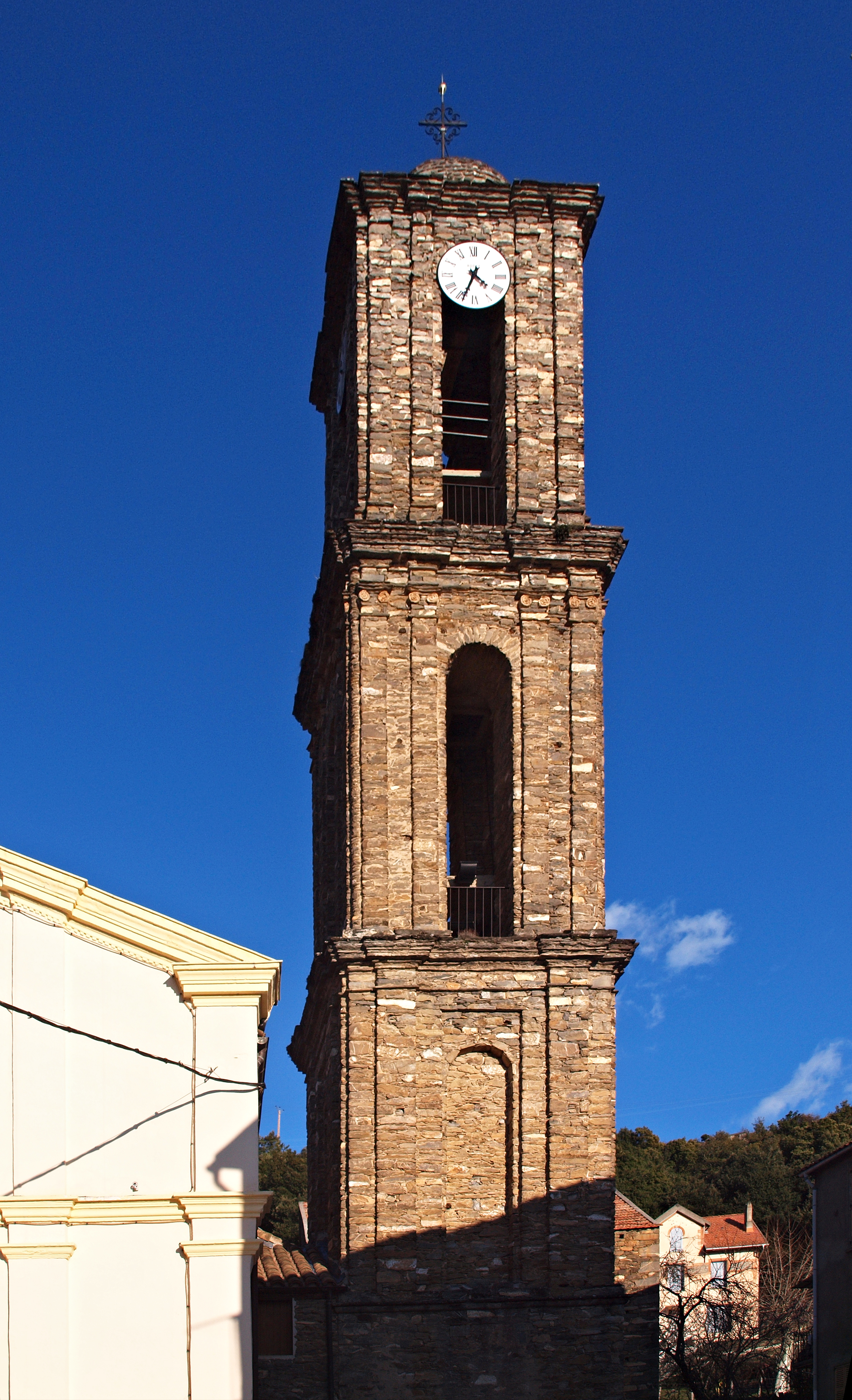
Turm der Kirche Santa Maria Assunta